# Idioma cha'palaachi
El cha'palaachi o cayapa es un lengua indígena hablada por un número significativo de chachis del noroeste de Ecuador. Esta lengua forma parte de la familia barbacoana. En general los chachis hablan también español.

## Fonología
El inventario consonántico del cha'palaachi está formado por:.
|           |           | Bilabial | Alveolar | Palatal | Velar | Glotal |
| --------- | --------- | -------- | -------- | ------- | ----- | ------ |
| Oclusiva  | sorda     | p        | t        | ty      | k     | ʔ      |
| Oclusiva  | sonora    | b        | d        | dy      | g     |        |
| Africada  | Africada  |          | ¢        | č       |       |        |
| Fricativa | sorda     | f        | s        | š       | x     |        |
| Fricativa | sonora    | β        |          |         |       |        |
| Nasal     | Nasal     | m        | n        | ny      |       |        |
| Líquida   | Líquida   |          | l        | ly      |       |        |
| Semivocal | Semivocal | w        |          | y       |       |        |

Para los textos en cha'palaachi se usa un alfabeto latino, que incluye varios dígragos entre ellos:
A, AA, B, C, CH, D, DY, E, EE, F, G, GU, HU, I, II, J, L, LL, M, N, Ñ, P, QU, R, S, SH, T, TS, TY, U, UU, V, Y y '
Las vocales repetidas se emplean para transcribir las vocales largas.

## Gramática
El cha'palaachi tiene un carácter esencialmente aglutinante y el orden básico es Sujeto Objeto Verbo.